# بوليكاربيون (بيلا)
بوليكاربيون (Πολυκάρπιον) هي قرية في بلدية الموبيا في الوحدة الإقليمية (المحافظة السابقة) بيلا، في منطقة مقدونيا الوسطى. عرفت حتى عام 1925 باسم بولياني. بلغ عدد سكان بوليكاربي 1,049 نسمة وفقًا لتعداد 2011. تقع على ارتفاع 160 متر.
كان في القرية سكان مختلطون من المسلمين والمسيحيين في بداية القرن العشرين، والغالبية كانت من المسلمين (1300 مقابل 100 مسيحي، الذين ينتمون إلى الكنيسة البلغارية). في تعداد 1913 كان عدد سكانها 1,439 نسمة، وفي تعداد 1920 كان عدد سكانها 1,178 نسمة. مع تبادل السكان في عام 1923، اضطر المسلمون للانتقال إلى تركيا واستقرت 301 عائلة لاجئة في القرية، معظمهم من آسيا الصغرى. في تعداد 1928 كان عدد سكانها 1,070 نسمة، وفي تعداد 1940 زاد عدد سكانها إلى 1,553. تم تعيين بوليكاربي كمقر لكومونة، ثم تم ضم المستوطنة إلى بلدية أريديا مع برنامج كابوديسترياس في عام 1997. تم ضمها لاحقا إلى بلدية الموبيا مع برنامج كاليكراتيس. 